# Stanislav Šiška
Stanislav Šiška (Tótgyarmat, 1935. május 31. – 2001. július 9.) szlovák régész.

## Élete
Kisszebenben végezte a gimnáziumot, majd a pozsonyi Comenius Egyetemen régészetet tanult. A Régészeti Intézetben helyezkedett el, előbb annak kassai kirendeltségén, majd 1962-től Nyitrán. 1967-től a tudományok kandidátusa.
Elsősorban kelet-Szlovákia neolitikumával és rézkorával foglalkozott. Ásatott többek között Abarán, Bárcán, Csécsen, Feketemezőn, Hanajnán, Hegyiben, Nagymihályban, Nagyráskán, Sebeskellemesen, 1981-1987 között Szentmihályfalván, Tibán (Karel Andel alatt), Zsebesen. Meghatározta több neolitikumi csoport, illetve a bükki kultúra kronológiai helyzetét.

## Művei
- 1964 Pohrebisko tiszapolgárskej kultúry v Tibave. Slovenská archeológia 12, 294-356.
- 1964 Slovanské sídliskové objekty v Hnojnom, okres Michalovce. Archeologické rozhledy 16, 379-404.
- 1966 Pravek východného Slovenska (társszerző)
- 1970 Slovensko v mladšej dobe kamennej. Bratislava (társszerző)
- 1972 Gräberfelder der Lužňany Gruppe in der Slowakei. Slovenská archeológia 20, 107-175.
- 1979 Die Bükker Kultur in der ostslowakischen Tiefebene. Slov. Arch. 27/2, 245-290.
- 1989 Kultúra s východno lineárnou keramikou na Slovensku. Bratislava
- 1995 Dokument o spoločnosti mladšej doby kamennej. Bratislava
- 1998 Architektúra neolitickej osady v Šarišských Michaľanoch. Slov. Arch. 46, 187-204.
- 1998 Palaeogene limy mudstones: local raw material of the Neolithic stone artefacts of the Šarišské Michal'any site (eastern Slovakia). Archeologické rozhledy L/3, 656-662, 739. (társszerző)
- 2000 Stone-chipping and productivity of tools production in neolithic communities (5th – 3rd millenia B.C.). Archeologické rozhledy LII/1, 122.
- 2002 Náčrt neolitického a eneolitického osídlenia severozápadného Slovenska. Slovenská archeológia L/1.
- 2015 Bukovohorská kultúra na Slovensku (tsz. Rastislav Hreha)